# Andréa del Fuego
Andréa del Fuego (São Paulo, 1975) és una escriptora brasilera.

## Biografia
Andréa Fátima dos Santos, contista, novel·lista i cronista brasilera. A l'inici de la seva carrera, el 1998, quan treballava com a publicista, va ser convidada a crear una secció de respostes a dubtes sobre sexe a la revista de la ràdio brasilera 89 FM. L'editor del programa, però, li va demanar que signés amb un pseudònim. Va crear aleshores, per suggeriment de la seva sobra, un pseudònim en referència la Llum del Foc, que l'acompanyaria durant tota la seva carrera.
És autora dels llibres de contes Minto enquanto posso (2004), Nego tudo (2005) i Engano seu (2007). Ha participat en les antologies Os cem menores contos brasileiros do século i 30 mulheres que estão fazendo a nova literatura brasileira, entre d'altres. Va publicar també Blade Runner, el 2007, amb l'editoral Mojo Books.
El 2008 va escriure la novel·la juvenil Sociedade da Caveira de Cristal.
Al costat d'altres autores brasileres contemporànies, com Índigo, Cecília Giannetti i Carol Bensimon, va tenir un conte publicat en el recull Histórias femininas (editoral Scipione, 2011).
La seva primera novel·la, Os Malaquias, va ser publicada el 2010 i explica la història de tres germans que queden òrfens quan els seus pares reben l'impacte d'un llamp. Per aquesta obra l'autora va rebre el Premi José Saramago de 2011.
Com a columnista del programa Entrelinhas, de la TV Cultura, va produir matèries sobre autors com Murilo Rubião, Roberto Bolaño, Ana Akhmatova, Julio Cortázar i Enrique Vila-Mates.

## Obres publicades

### Novel·les
- 2013 - As Miniaturas (Companyia de les Lletres)
- 2010 - Os Malaquias (Língua geral)

### Contes
- 2009 - Nego fogo (Dulcinéia Catadora9
- 2007 - Engano seu (Ed. O Nome da Ros
- 2005 - Nego tudo (Fina Flor)
- 2004 - Minto enquanto posso (Ed. O Nome da Rosa)

### Obres juvenils
- 2007 - Blade Runner (Mojo Books)
- 2008 - Sociedade da Caveira de Cristal (Scipione)
- 2008 - Quase caio (Escala Educacional)
- Crônica (Editoral Escala Educacional, 2008)

### Infantil
- 2010 - Irmãs de pelúcia (Scipione)

### Participacions en antologies
- Os cem menores contos brasileiros do século (Ateliê Editorial, Org. Marcelino Freire, 2004)
- 30 mulheres que estão fazendo a nova literatura brasileira (Editoral Record Org. Luiz Ruffato, 2005)
- Geração zero zero (Editoral Língua General, Org. Nelson d'Olivera, 2011)
- Escriptors escrits (Editoral Flaneur, Org. Victoria Saramago, 2010)
- Galeria del sobrenatural (Terracota Editorial, Org. Silvio Alexandre, 2009)
- 90-00 Cuentos brasileños contemporáneos (Ediciones Copé, segell editorial de la Petroperu – Org. Maria Alzira Brum Llegim i Nelson d'Olivera; traducció de Alan Mills i José Luis Sansáns, 2009, Perú)
- Futur present (Editoral Record, Org. de Nelson d'Olivera, 2009)
- Um rio de contos – antologia luso-brasileira (Editorial Tágide – Org. de Celina Veiga d'Olivera i Victor Oliveira Mateus, 2009, Portugal)
- O livro vermelho dos vampiros (Editoral Devir – Org. Luiz Roberto Guedes, 2009)
- Blablablogue (Editoral Terracota – Organitzação de Nelson d'Olivera, 2009)
- O Pequeno Príncipe me disse (Editoral Luk – Organização de Sheila Dryzun, 2009)
- Pitanga – 52 micro-contos (Editorial Pitanga – Organização de Luísa Coelho, 2008, Portugal)
- Capitu mandou flores (Geração Editorial – Organização de Rinaldo de Fernandes, 2008)
- Contos de algibeira (Casa verde – Organização de Lais Chaffe, 2007)
- 35 segredos para chegar a lugar nenhum (Bertrand Brasil – Organização de Ivana Arruda Leite, 2007)
- 69/2 contos eróticos (Editora Leitura – Organização de Ronald Claver, 2006)
- Doze (Editora Dimoni Negre – Organització de Vanderley Mendonça, 2006)
- Fábulas da Mercearia – uma antologia bêbada (Editoral Ciência do Acidente – Org. Joca Reiners Terron, 2004)